# Babcia klozetowa

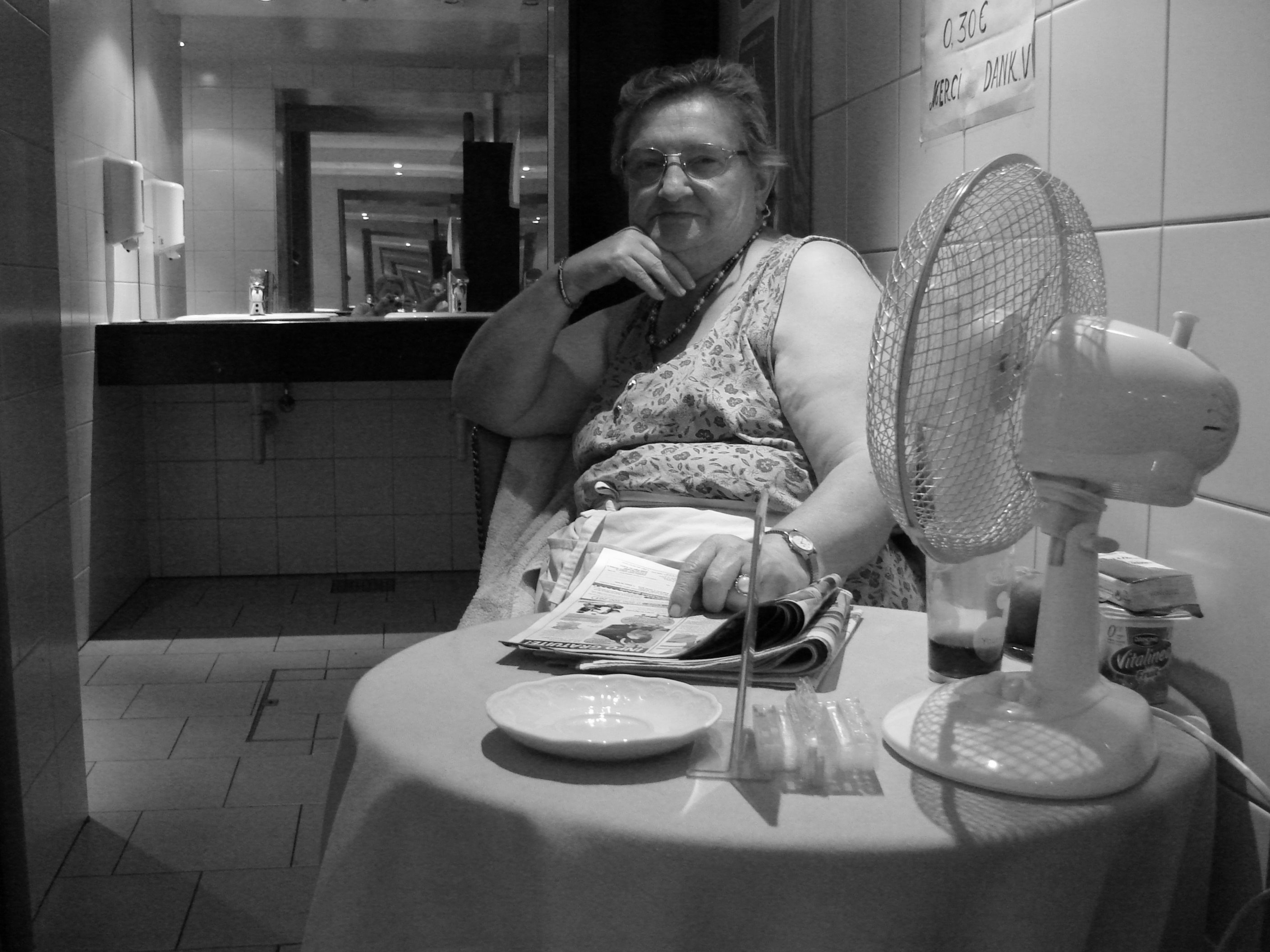
Typowe stanowisko pracy babci klozetowej (Bruksela, Belgia).

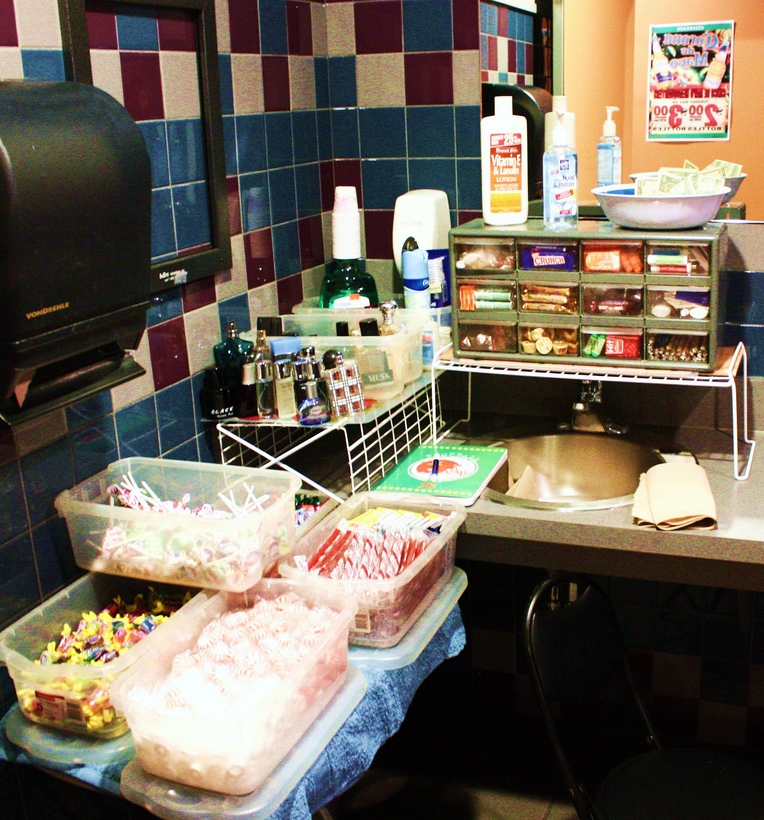
W niektórych toaletach publicznych zestaw towarów i usług dodatkowych oferowanych przez babcie klozetowe może być bardzo szeroki.

Babcia lub babka klozetowa – potoczne określenie osoby, na ogół starszej kobiety, pracującej w ubikacji publicznej w charakterze kasjera, odpowiedzialnej też za zachowanie higieny.

## Babcia klozetowa w kulturze masowej
- Etiuda filmowa Romana Polańskiego „Gdy spadają anioły” przedstawia (w reminiscencjach) historię babci klozetowej[1].
- Babcia klozetowa jest bohaterką piosenki Wielka miłość do babci klozetowej (określana też mianem klozet babci) zespołu Big Cyc[2].
- Babcie klozetowe były bohaterkami dowcipów (- Jak się nazywa amerykańska klozet babcia? – Pisuardessa.), nierzadko politycznych (babcia klozetowa zdająca egzamin z wiedzy zawodowej oraz znajomości marksizmu-leninizmu).
- Pracujące w toalecie klubu sportowego „Tęcza”, a de facto zajmujące się głównie piciem herbaty i komentowaniem poczynań Ryszarda Ochódzkiego i jego współpracowników, bohaterki filmu Miś.
- W filmie Excentrycy, czyli po słonecznej stronie ulicy babcię klozetową zagrała Anna Dymna[3]. Za tę rolę otrzymała nagrody Orła i na Festiwalu Aktorstwa Filmowego za najlepszą rolę drugoplanową[4].